# Římská villa

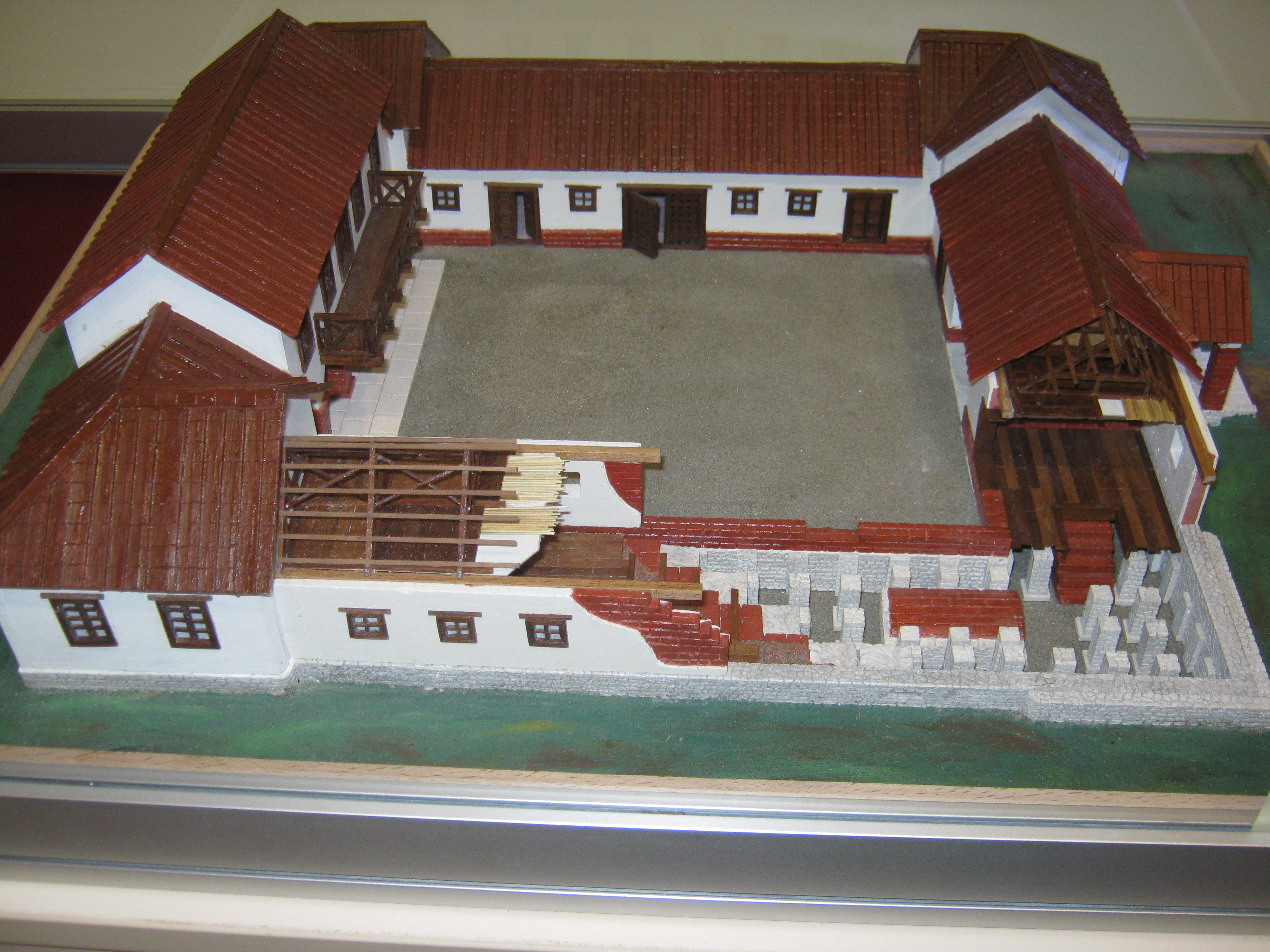
Model venkovské villy rustica

Villa se ve starověkém Římě nazývalo venkovské stavení s přilehlými pozemky, obývané příslušníky vyšších tříd. Vyloženě městské villy se nazývaly ve starověkém Římě jako domus. Rozlišují se čtyři typy vill:
- Villa rustica – představovala statek tvořený vedle hlavní budovy také prostory pro hospodářskou činnost a pro ubytování otroků. Velikost a výstavnost záležela na tom, jestli areál obývá správce nebo majitel.
- Villa urbana – bylo venkovské či maloměstské sídlo poskytující svým obyvatelům pohodlí městského života. Často šlo o atriový dům s peristylem a hospodářsko-výrobními prostory. Příkladem je Hadriánova vila v dnešní italské obci Tivoli.
- Villa suburbana – byl v podstatě „letohrádek", šlo o přepychové, často rozsáhlé, venkovské sídlo. To spojovalo komfort městského domu a přírodu.
- Villa maritima – ležela při mořském pobřeží.